# 가마토리역
가마토리역(일본어: 鎌取駅, かまとりえき)은 일본 지바현 지바시 미도리구에 있는 동일본 여객철도의 철도역이다.

## 역 구조
섬식 1면 2선 구조의 지상역으로, 선상역사를 운영하고 있다. 직영역이자 관리역으로, 소토보 선 혼다역과 도케역을 관리하고 있다. 초록 창구는 오전 6시부터 오후 9시까지 영업하며, 자동 개찰기에서는 스이카 및 제휴 교통카드의 사용이 가능하다.

### 승강장
| 1 | ■ 소토보 선 | 오아미 · 가즈사이치노미야 · 가쓰우라 · 아와카모가와 · 도가네 · 나루토 방면 |
| 2 | ■ 소토보 선 | 소가 · 지바 · 도쿄 방면                                                    |

## 역세권 정보
가까이에 일본 도시재생기구가 일본주택공단 시절부터 개발해 온 오유미노 모델 지구가 있다.
- 소데가우라 컨트리 클럽 (골프장) - 매년 골프 토너먼트가 열릴 때마다 특급 와카시오가 임시로 정차한다.
- 지바시 미도리구청사 (구역소)

## 역사
- 1952년 6월 15일 : 일본국유철도 소토보 선 소가 역 ~ 혼다 역 사이에 새롭게 문을 열었다.
- 1987년 4월 1일 : 민영화에 따라 동일본 여객철도의 소속이 되었다.
- 2001년 11월 18일 : 스이카의 사용이 가능해졌다.

## 인접역
| 동일본 여객철도 소토보 선                                | 동일본 여객철도 소토보 선          | 동일본 여객철도 소토보 선  |
| -------------------------------------------------------- | ---------------------------------- | -------------------------- |
| 소가 도쿄 방면                                           | ■ 소부 쾌속 ■ 통근쾌속·게이요 쾌속 | 혼다 가즈사이치노미야 방면 |
| 소가 도쿄 방면                                           | ■ 게이요 쾌속1 및 각역정차         | 혼다 가즈사이치노미야 방면 |
| 소가 지바 방면                                           | ■ 소토보 선 보통                   | 혼다 아와카모가와 방면     |
| 1: 통근 시간대를 제외한 시간대의 게이요 쾌속을 가리킨다. |                                    |                            |